# Antoni Brejski
Antoni Brejski (ur. 8 kwietnia 1867 w Pączewie, zm. 26 sierpnia 1929 w Toruniu) – polski redaktor, wydawca, działacz społeczno-polityczny.

## Życiorys
Wraz z bratem Janem od 1893 był współredaktorem „Wiarusa Polskiego”, wydawanego w Bochum, oraz był współzałożycielem nowych gniazd Polskiego Towarzystwa Gimnastycznego „Sokół”. W 1913 lub 1914 został reprezentantem „Gazety Lipskiej”, tytułu wywodzącego się z „Wiarusa Polskiego”. W latach 1915–1921 sprawował stanowisko redaktora naczelnego „Gazety Toruńskiej” i wywodzącej się z niej „Gazety Codziennej”. Redagował również „Przyjaciela”, czasopismo adresowane dla ludności wiejskiej.
17 września 1918 znalazł się w zarządzie powołanej w Toruniu Polskiej Rady Ludowej. Następnie osiadł w Tczewie, gdzie pracował w Ekspozyturze Kontroli Prasy, odpowiadającej za cenzurowanie prasy niemieckiej wydawanej i sprzedawanej na Pomorze.
Należał do Towarzystwa Naukowego w Toruniu. Wydawał opracowania poświęcone historii i czytelnictwu prasy polskiej.
Miał czterech braci: Józefa, Jana (wojewodę pomorskiego w latach 1920–1924), bliźniaków Ignacego i Izydora (lekarza).
Został pochowany na cmentarzu św. Jakuba w Toruniu.